# Охотники за привидениями (мультсериал)
«Охотники за привидениями» (англ. Ghostbusters позже англ. Filmation’s Ghostbusters) — американский мультсериал, основанный на одноименном комедийном телешоу студии Filmation 1975 года, трансляция первоначально шла по американскому каналу CBN Cable в 1986 году.
Мультсериал развивает идею теле-шоу 1975 года. Первый состав охотников на привидений (Джек Конг-старший и Эдди Спенсер-старший) вышли в отставку, предоставив разбираться с призраками своим детям, носящим те же самые имена.
Герои, главным образом, сражаются с Первозлобом и его бандой призраков. Иногда они встречаются с персонажами классических произведений, такими как Моби Дик, Дракула, Дон Кихот, Мерлин и Король Артур.
Охотники на привидений используют оригинальное оружие и гаджеты, например дематериализирующий бластер (способный отправить привидений обратно в потусторонний мир на несколько дней), резиномет, связывающий призраков, спектральный силок (оружие стреляющее веревкой которая может связать призрака) и другие аналогичные приспособления.

## Персонажи
В мультсериале действует практически постоянный состав персонажей, как положительных, так и отрицательных.

### Герои
- Джек Конг-мл. — сын Джека Конга-старшего, лидер команды, строгий, рассудительный, помимо истинной храбрости обладает способностью чувствовать призраков на расстоянии благодаря своему носу (который начинает дергаться при проявлении паранормальной активности).
- Эдди Спенсер-мл. — сын Эдди Спенсера-старшего, второй человек в команде, слегка трусоват и неуклюж, но находчив.
- Трейси-Горилла — самец гориллы, одетый в шляпу и шорты. Трейси (несмотря на то, что является обезьяной) обладает феноменальным интеллектом, он изобрел большинство приспособлений охотников, также он умеет водить машину и наделен огромной физической силой.
- Футура — охотница на привидений из будущего, влюблена в Джека Конга-младшего, обладает сверхспособностями (телекинез, телепатия, левитация и т. п.). Имеет собственный транспорт — летающий скутер по имени TimeHopper.
- Белфри — летучая мышь-мутант из будущего. Белфри ведет себя как несносный ребенок, часто попадая в переделки, отличительной особенностью является ее способность воспроизводить разрушительный крик (что соответствует оригинальному имени на английском языке: Belfry означает Колокольня)
- Призрачный Багги — говорящий автомобиль охотников на привидений. Умеет летать, плавать и путешествовать во времени. Постоянно вступает в полемику с командой, проявляя недовольство.
- Джессика Рэй — журналистка, освещающая жизнь и приключения команды охотников. Нередко участвует в миссиях Джека и Эдди.
- Мадам Почему — потомственная гадалка, цыганка, говорит с восточно-европейским акцентом, живет в вагончике на болоте и помогает в борьбе с привидениями команде охотников благодаря своему дару прорицательницы.
- Джек Конг и Эдди Спенсер, старшие — отцы главных героев, обучившие их ремеслу охоты на призраков. Периодически появляются в сериале.
- Профессор фон Зифлин — ученый, имеющий много специализаций (астрономия, история, палеонтология, археология и др.), консультирует команду охотников по научным вопросам.
- Техника охотников — в штабе команды охотников обитают «живые» призрачные офисные машины и инструменты — телефон, лифт, телевизор, картотека и др. Все они умеют разговаривать и передвигаться, оказывая посильную помощь в борьбе с привидениями
- Фадди — бестолковый маг из прошлого, который вызвался помогать Джеку, после того, как Джек помог ему стать дипломированным волшебником. Однако из-за своего головотяпства Фадди постоянно путается в заклинаниях.

### Злодеи
- Первозлоб — могущественный злой дух, по внешнему виду похожий на кибернетический скелет в красной робе. Часто впадает в гнев и начинает заикаться и дымиться. Стремится к мировому господству. Живет в огромном готическом особняке в потустороннем мире, руководит банкой призраков. У Первозлоба (Prime Evil) есть несколько родственников — сестра Первомука (Prime Ordeal), племянник Снуком (Snookums), а также кузен Граф Де ла Грумпетт (Count De La Grumpette).
- Мерзкокрыс — как следует из имени этого персонажа (Brat-A-Rat), он является наполовину крысой. Мнит себя правой рукой Первозлоба, и постоянно стремится заполучить власть над его другими приспешниками.
- Хаунтер — оригинальное имя персонажа (Haunter) — основано на игре слов в английском языке Hunter (охотник) и Haunted (призрачный). Хаунтер является призраком-охотником, одетым в английскую колониальную форму, носит монокль и говорит с характерным английским говором. Называет Первозлоба «старина», что приводит последнего в ярость.
- Страшный Стифф — призрачный робот, внешне похожий на скелет. На самом деле является не страшным, а весьма испуганным. Часто разваливается на части из-за собственной дрожи, либо после того, как разгневанный Первозлоб пустит в него молнию, срывая зло за свои неудачи.
- Мистерия — владычица тумана, образ персонажа навеян Мартишией из «Семейки Адамс». Мистерия управляет туманом и обращается к представителям мужского пола «дорогой» (darling)
- Фангстер — оригинально имя Fangster созвучно с английским словом Fung, что переводится как клык. И это неудивительно — Фангсер оборотень, одетый в зеленую жилетку и белые кроссовки. У него также есть собственный транспорт — трехколесный мотороллер. При разговоре издает подвывающие звуки.
- Аппариша — зеленокожая девушка-призрак, обладающая амулетом, который порождает разных существ (гоблинов и призраков).
- Сэр Транселот — рыцарь-скелет, живет в средневековом замке недалеко от Камелота. Имя персонажа является аллюзией на сэра Ланселота, и отражает способность злодея погружать своих жертв в транс. Перемещается обычно на ручном коне-призраке Кошмаре (Frightmare).
- Флюзарт — низкорослый призрак, маэстро пугающей музыки. Создает музыкальные инструменты, способные порождать привидений.
- Капитан Длинный Страшнохромоногий Джон — космический пират, образ которого явно опирается на Долговязого Джона Сильвера из «Острова Сокровищ», что отражается в его оригинальном имени (Captain Long John Scarechrome). Капитан имеет собственный призрачный галеон и команду пиратов-привидений.
- Эйрхед — в разговорном английском Airhead означает глупого и недалекого человека. Эта характеристика вполне подходит для указанного персонажа — он является глупой мумией, и не способен хоть как-то справиться с любой задачей, которую возлагает на него Первозлоб.
- Ложнолиц — двуликий призрак, одетый в одежду средневекового крестьянина. Часто оба лица спорят друг с другом о выполнении поручения Первозлоба.
- Большой зуб, Сладкий зуб и Кариес — троица вольнонаемных призраков-зубастиков, обладающих способностью есть всё подряд, в том числе камни, металл и др. Периодически нанимаются на службу к Первозлобу или другим призракам, в конце-концов были перевоспитаны охотниками.
- Большезлоб — злой дух, по могуществу не уступающий Первозлобу. Внешне похож на четырёхрукого китайского мафиози. Несколько раз пытался избавиться от Первозлоба, как от конкурента в потустороннем мире.

## Издания
BCI Eclipse LLC (по лицензии Entertainment Rights) выпустила на DVD весь сериал с региональным кодом 1, в двух томах в 2007 году. Релиз содержал много дополнительных материалов включая интервью, комментарии, галереи изображений и др. С 2009 года выпуск DVD прекращен из-за банкротства BCI Eclipse LLC.
В Австралии полная серия была выпущена фирмой Shock Entertainment в трёх томах, на DVD дисках 1 июня 2016 года
В России мультсериал официально не издавался по лицензии, но доступен в интернете полностью в одноголосом переводе, сделанный усилиями фан-сообщества.

## Сопутствующая коммерция
Успех мультсериала позволил выпустить в продажу дополнительные товары, такие как серии игрушек, изображающие как самих персонажей (Джек, Эдди, Трейси, Футура, Первозлоб, Страшный Стифф и др.), так и различных предметов (например Костяного органа Первозлоба или штаб-квартиры охотников), причем выпуск осуществили две фирмы Schaper и Yolanda.
Также, в 1987 году на основе шоу, была выпущена мини-серия комиксов. Из 6 выпусков было опубликовано только 4 выпуска, позже  неопубликованные выпуски были изданы в Германии фирмой Bastei Verlag в 1988.